# اویله
اَویله (به لاتین: Əvilə) یک منطقه مسکونی در جمهوری آذربایجان است که در شهرستان لریک واقع شده است. اویله ۵۹۳ نفر جمعیت دارد.

## ریشه واژه
اَویله در زبان تالشی برگرفته از واژه آویلا به‌معنی گیاه سرخس است و به‌معنی روستایی با گیاهان سرخس است. برخی نیز آن را به‌معنی جمع و مکان گردهمایی یا جمع‌شدن می‌دانند.